# الغواصة الألمانية يو-170
غواصة يو-170 غواصة يو بوت ألمانية من الفئة التاسعة سي/40 بنيت لسلاح بحرية ألمانيا النازية كريغسمارينه، في أحواض بناء السفن والآلات الألمانية في بريمن خلال الحرب العالمية الثانية.